# Peter & Gordon

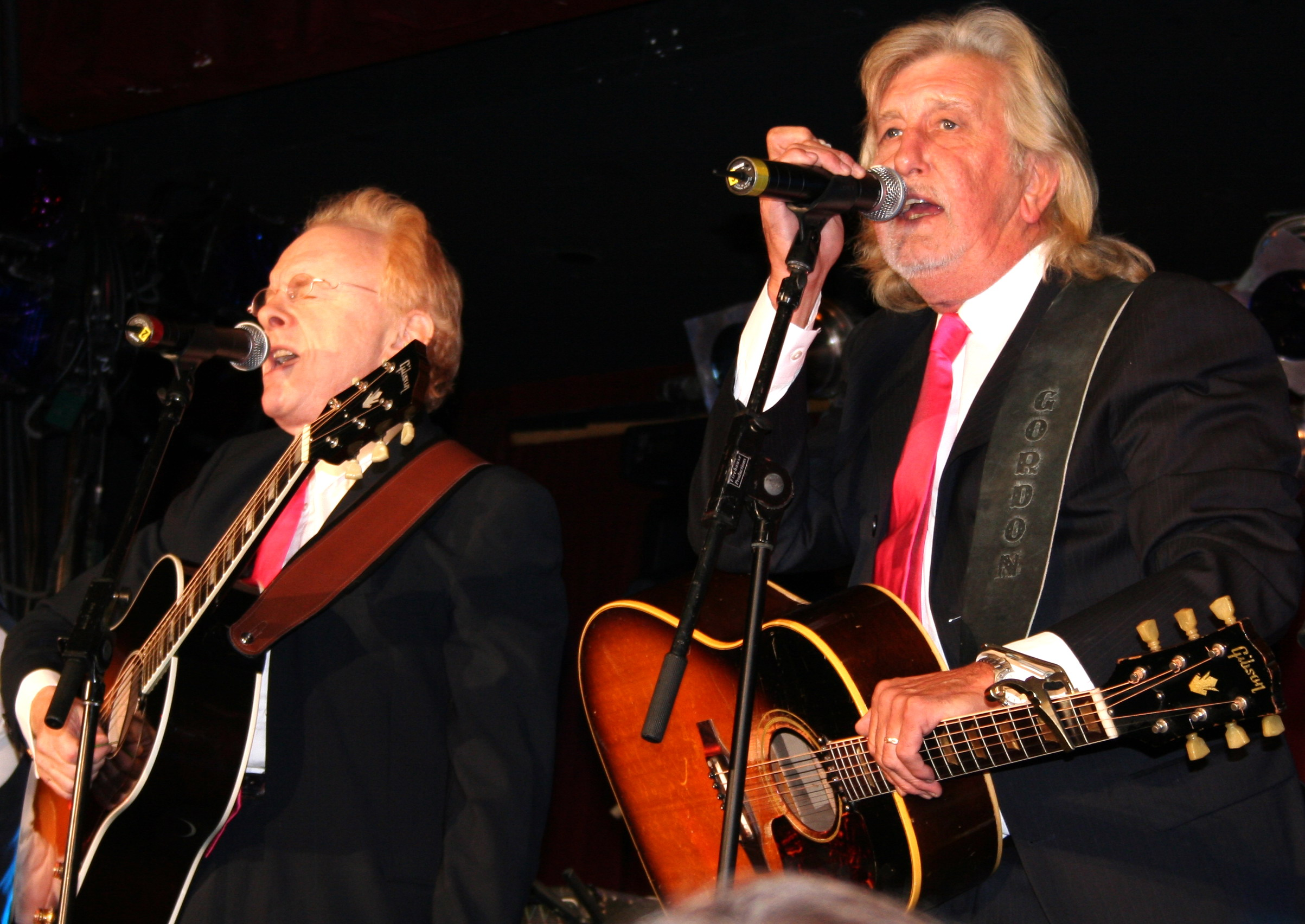
Peter & Gordon, 2005

Peter & Gordon (auch Peter and Gordon) war ein britisches Popmusik-Duo, das in den 1960er Jahren zahlreiche Charterfolge hatte, sowohl in Großbritannien als auch im Zusammenhang mit der British Invasion in den USA. Mit dem Titel A World Without Love hatte das Duo 1964 einen Welterfolg.

## Geschichte
Das Duo Peter Asher (* 22. Juni 1944) und Gordon Waller (* 4. Juni 1945; † 17. Juli 2009) trat bereits während seiner Zeit auf der Londoner Westminster School als Gesangsduo in Cafés und Clubs auf. Ab 1962 nannten sie sich Peter & Gordon. Im Januar 1964 wurden sie von dem Musikproduzenten Norman Newell in einem Londoner Club entdeckt. Peter Ashers Schwester, die Schauspielerin Jane Asher, war seinerzeit mit Paul McCartney befreundet, und dieser schrieb für das Duo den Song A World Without Love, der im April 1964 bei Columbia auf Peter & Gordons ersten Single erschien. Zeitgleich erschien der Song auch bei Capitol Records in den USA. A World Without Love entwickelte sich zu einem internationalen Hit, der nicht nur in Großbritannien und den USA an die Spitze der Hitparaden stürmte, sondern auch in Irland, Kanada und Neuseeland zur Nummer eins in den Charts wurde. 
In der Folgezeit veröffentlichten Peter & Gordon noch mehrere Kompositionen von McCartney (mit oder ohne John Lennon), wobei dieser für den Song  Woman das Pseudonym „Bernard Webb“ benutzte, um zu sehen, ob auch ohne einen bekannten Namen Erfolge zu erzielen sind. Die Erfolge des Duos, produziert von Norman Newell, basierten auf dem Close-Harmony-Gesangsstil wie bei den Everly Brothers. Bis 1967 wurde mit Peter & Gorden von der britischen Columbia 21 Singles produziert, die fast parallel von Capitol auch in den USA auf den Markt gebracht wurden. 15 Titel kamen in die britischen und amerikanischen Charts, darunter waren neben A World Without Love fünf weitere Top-10-Erfolge. Beide Plattengesellschaften produzierten mit Peter & Gordon auch mehrere Musikalben, von denen in den USA sieben Platten in die LP-Charts aufgenommen wurden.
Ihre einzigen Auftritte in Deutschland hatten Peter & Gordon im Juni 1966 als Vorband bei der Bravo-Beatles-Blitztournee. 1968 ging das Duo auseinander. Soloversuche von Gordon Waller schlugen fehl. Peter Asher wurde zunächst A&R-Manager bei der Beatles-Firma Apple und später erfolgreicher Manager und Produzent von James Taylor, Linda Ronstadt, Randy Newman und vielen anderen.
Der Song A World Without Love wurde in die Liste der 500 Songs, die den Rock ’n’ Roll am meisten geprägt haben, in die Rock and Roll Hall of Fame aufgenommen. Im August 2005 standen Peter Asher und Gordon Waller zum ersten Mal seit 38 Jahren wieder gemeinsam auf der Bühne. Bis 2009 traten sie in den USA bei mehreren Konzerten auf. Kurz darauf starb Gordon Waller im Alter von 64 Jahren an einem Herzanfall.

## Diskografie

### Vinyl-Singles
| A/B-Seite                                                            | Katalog-Nr.     | Veröffentlichung   |
| -------------------------------------------------------------------- | --------------- | ------------------ |
|                                                                      | Columbia / UK*  |                    |
| A World Without Love / If I Were You                                 | 7225            | 28. April 1964     |
| Nobody I Know / You Don’t Have to Tell Me                            | 7292            | 29. Mai 1964       |
| I Don’t Want to See You Again / I Would Buy                          | 7356            | 11. September 1964 |
| I Go to Pieces / Love Me Baby                                        | 7407            | 20. November 1964  |
| True Love Ways / If You Wish                                         | 7524            | 26. März 1965      |
| To Know You Is to Love You / I Told You So                           | 7617            | 11. Juni 1965      |
| Baby I’m Yours / When the Black of Your Eyes                         | 7729            | 15. Oktober 1965   |
| Woman / Wrong from the Start                                         | 7834            | 11. Februar 1966   |
| To Show I Love You / Don’t Pity Me                                   | 7951            | 24. Juni 1966      |
| Lady Godiva / Morning’s Calling                                      | 8003            | 9. September 1966  |
| Knight in Rusty Armour / The Flower Lady                             | 8075            | 25. November 1966  |
| Sunday for Tea / Start Trying Someone Else                           | 8159            | 23. Mai 1967       |
| The Jokers / Red, Cream and Velvet                                   | 8198            | 26. Mai 1967       |
| I Feel Like Going Out / The Quest for the Holy Grail                 | 8398            | 11. April 1968     |
| You’ve Had Better Times / Sipping My Wine                            | 8451            | 12. Juli 1968      |
| I Can Remember / Hard Time, Rainy Day                                | 8585            | 19. Mai 1969       |
|                                                                      | Capitol / USA** |                    |
| Don’t Pity Me / Crying in the Rain                                   | 5532            | 26. Oktober 1965   |
| There’s No Living Without Your Loving / A Stranger with a Black Dove | 5650            | 25. April 1966     |
| Lady Godiva / The Town I Live In                                     | 5740            | 24. September 1966 |
| Sunday for Tea / Hurtin’ Is Lovin’                                   | 5864            | 13. Mai 1967       |
| Greener Days / Never Ever                                            | 2071            | 30. Dezember 1967  |

* auch in den USA von Capitol veröffentlicht

** nur in den USA veröffentlicht

### Vinyl-Musikalben
| Titel                            | Katalog-Nr.   | Veröffentlichung |
| -------------------------------- | ------------- | ---------------- |
| UK                               |               |                  |
| Peter and Gordon                 | Columbia 1630 | 1964             |
| In Touch with Peter and Gordon   | Columbia 1660 | 1964             |
| I Go to Pieces                   | Columbia 25*  | 1965             |
| Hurtin’ ’N’ Lovin’               | Columbia 1761 | 1965             |
| Woman                            | Columbia 29*  | 1966             |
| The Best of Peter and Gordon     | Columbia 31*  | 1966             |
| Peter and Gordon                 | Columbia 6045 | 1966             |
| Somewhere                        | Columbia 6097 | 1966             |
| USA                              |               |                  |
| A World Without Love             | Capitol 2115  | 5/1964           |
| I Don’t Want to See You Again    | Capitol 2220  | 12/1964          |
| True Love Ways                   | Capitol 2368  | 7/1965           |
| The Hits of Nashville, Tennessee | Capitol 2430  | 10/1966          |
| Lady Godiva                      | Capitol 2664  | 1/1967           |
| Knight in Rusty Armour           | Capitol 2729  | 3/1967           |
| In London for Tea                | Capitol 2747  | 6/1967           |
| Hot Cold & Custard               | Capitol 2882  | 11/1968          |

* auch in den USA von Capitol veröffentlicht

## Chartplatzierungen

### Alben
| Jahr | Titel                         | Höchstplatzierung, Gesamtwochen, AuszeichnungChartplatzierungen (Jahr, Titel, Platzierungen, Wochen, Auszeichnungen, Anmerkungen) | Höchstplatzierung, Gesamtwochen, AuszeichnungChartplatzierungen (Jahr, Titel, Platzierungen, Wochen, Auszeichnungen, Anmerkungen) | Anmerkungen |
| Jahr | Titel                         | UK | US | Anmerkungen |
| ---- | ----------------------------- | --- | --- | ----------- |
| 1964 | Peter and Gordon              | UK18 (1 Wo.)UK | — |             |
| 1964 | A World without Love          | — | US21 (14 Wo.)US |             |
| 1965 | I Don’t Want to See You Again | — | US95 (11 Wo.)US |             |
| 1965 | I go to Pieces                | — | US51 (15 Wo.)US |             |
| 1965 | True Love Ways                | — | US49 (13 Wo.)US |             |
| 1966 | Woman                         | — | US60 (14 Wo.)US |             |
| 1966 | The Best of Peter and Gordon  | — | US72 (12 Wo.)US |             |
| 1967 | Lady Godiva                   | — | US80 (13 Wo.)US |             |

### Singles

A World Without Love
auf Columbia

| Jahr | Titel Album                           | Höchstplatzierung, Gesamtwochen, AuszeichnungChartplatzierungen (Jahr, Titel, Album, Platzierungen, Wochen, Auszeichnungen, Anmerkungen) | Höchstplatzierung, Gesamtwochen, AuszeichnungChartplatzierungen (Jahr, Titel, Album, Platzierungen, Wochen, Auszeichnungen, Anmerkungen) | Anmerkungen |
| Jahr | Titel Album                           | UK | US | Anmerkungen |
| ---- | ------------------------------------- | --- | --- | ----------- |
| 1964 | A World Without Love                  | UK1 (14 Wo.)UK | US1 (12 Wo.)US |             |
| 1964 | Nobody I Know                         | UK10 (11 Wo.)UK | US12 (9 Wo.)US |             |
| 1964 | I Don’t Want to See You Again         | — | US16 (9 Wo.)US |             |
| 1965 | I Go to Pieces                        | — | US9 (11 Wo.)US |             |
| 1965 | True Love Ways                        | UK2 (15 Wo.)UK | US14 (11 Wo.)US |             |
| 1965 | To Know You Is to Love You            | UK5 (10 Wo.)UK | US24 (7 Wo.)US |             |
| 1965 | Baby I’m Yours                        | UK19 (9 Wo.)UK | — |             |
| 1965 | Don’t Pity Me                         | — | US83 (4 Wo.)US |             |
| 1966 | Woman                                 | UK28 (7 Wo.)UK | US14 (12 Wo.)US |             |
| 1966 | There’s No Living without Your Loving | — | US50 (7 Wo.)US |             |
| 1966 | To Show I Love You                    | — | US98 (2 Wo.)US |             |
| 1966 | Lady Godiva                           | UK16 (11 Wo.)UK | US6 (14 Wo.)US |             |
| 1966 | The Knight in Rusty Armour            | — | US15 (9 Wo.)US |             |
| 1967 | Sunday for Tea                        | — | US31 (6 Wo.)US |             |
| 1967 | The Jokers                            | — | US97 (1 Wo.)US |             |